# Friedrich Johann von Drieberg
Friedrich Johann von Drieberg (Charlottenburg (Berlín), 12 de desembre de 1780 - 21 de maig de 1856) fou un compositor alemany.
Fou majordom del rei de Prússia, Guillem I i, es dedicà especialment a l'estudi de la música entre els antics, els grecs principalment, donant una sèrie de treballs molt estimats en la seva època, però que la crítica moderna ha trobat d'escàs valor.
Va escriure les òperes següents:
- Don Cocagno;
- El cantant i el sastre, ambdues s'estrenaren a Berlín el 1814 restant inèdites;
- L'Intrigo della lettera;
- La Fata;
- Der Hechelkraener;
- Alfonso de Castilla.

Les seves obres literàries són:
- Die mathematische Intervallenhre der Griechen, (Leipzig, 1819);
- Die musikalischen Wissenschaften der Griechen, (Berlín, 1821);
- Die praktische Musik Griechen, (Berlín, 1821);
- Die pneumatischen Erfludungen der Grieschen, (Berlín, 1822);
- Die griechiche Musik auf ihre Grundgesetze zurüchgeführt;
- Eine antihritique, etc., totes editades a Berlín el 1814.

Aquesta última és de polèmica i l'autor ataca als seus crítics, a vegades, a massa força.